# Steve Lynch
Steve Lynch (* 1955 in Seattle) ist ein US-amerikanischer Rock- und Studiogitarrist und Gitarrendozent am G.I.T., der Gitarrenabteilung des Musicians Institute in Los Angeles.
Steve Lynch wurde besonders durch seine Arbeit mit der Hardrock-Band Autograph bekannt, die im Jahr 1984 mit dem Song Turn Up The Radio einen Top-50-Hit hatte. Das entsprechende Album erhielt wenig später Platin-Status.
Steve Lynch fing im Alter von zwölf Jahren an Bass zu spielen, bis er kurz darauf zur Gitarre wechselte.
Seine musikalischen Haupteinflüsse sind Rockgitarristen wie Jimi Hendrix und Eddie Van Halen. Steve Lynch ist bekannt dafür, die Spieltechnik des Einfinger-Tappings zusammen mit der bekannten Gitarristin Jennifer Batten (Michael Jackson Band u. a.) weiterentwickelt zu haben, was heutzutage von Gitarristen als Mehrfinger-Tapping bezeichnet wird.
Er gilt als Gitarrenvirtuose und Musicians musician aufgrund seiner auffälligen, technisch sehr entwickelten Spielweise.
Steve Lynch war Endorser für den kalifornischen Gitarrenhersteller Jackson und erhielt zahlreiche Auszeichnungen (u. a. Guitarplayer Fachmagazin) für sein Gitarrenspiel.

## Diskographie
- Autograph – Sign In Please (1984)
- Autograph – That’s The Stuff (1985)
- Autograph – Loud And Clear (1987)
- Steve Plunkett – My Attitude (1991)
- Steve Lynch – Network 23 (2007)

## Lehrvideo
- Steve Lynch – The Two Handed Guitarist